# Повар, Геннадий Николаевич
Геннадий Николаевич Повар (9 декабря 1960, Новая Гребля, Винницкая область, Украинская ССР, СССР) — советский и украинский футболист, полузащитник.

## Игровая карьера
Воспитанник ДЮСШ города Артёмовска. Первый тренер — Р. А. Страшинин. Играл на позиции полузащитника.
На молодёжном уровне два сезона играл в «дубле» киевского «Динамо».
Во взрослом футболе дебютировал в 1981 году в донецком «Шахтёр». Но, в основном составе провёл лишь 13 матчей, преимущественно выступая за дубль горняков. В 1982 году также играл за соседнюю команду из Второй лиги ждановский «Новатор».
С переменным успехом выступал и в других командах первой и второй лиг СССР: «Шахтёр» Горловка, «Металлург» Запорожье, хмельницкое «Подолье» и шепетовский «Темп».
Со слов бывшего нападающего «Подолья» Игоря Ниченко Повар был одним из ведущих игроков хмельницкого клуба, в котором играли ещё бывшие горняки Игорь Братчиков и Сергей Овчиников.
После распада СССР играл на любительском уровне в командах Донецкой области. Завершил профессиональную карьеру в славянском «Динамо» в 1996 году.
Привлекался к играм за юношеские сборные Украинской ССР и СССР.
После завершения карьеры футболиста стал детским тренером. Работал в ДЮСШ «Колос» из города Славянска.

## Достижения
- Обладатель Кубка Украинской ССР 1991 года.
- Финалист Кубка сезона СССР 1981 года.